# ۴۶۱ (قمری)
۴۶۱ (قمری)، چهارصد و شصت و یکمین سال در گاهشماری هجری قمری است. اول محرم این سال برابر با ششم نوامبر سال ۱۰۶۸ میلادی است.